# Công quốc

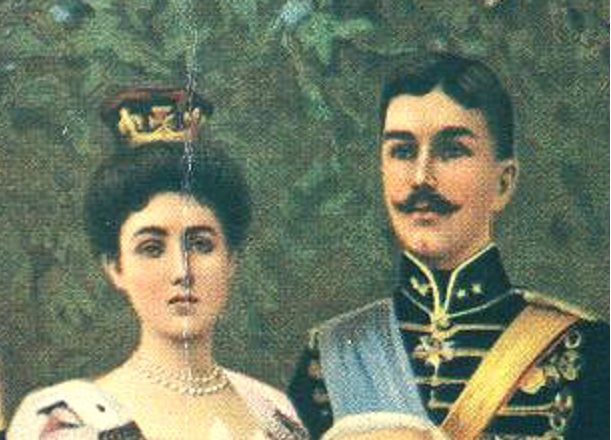
Chân dung Công tước và Công tước phu nhân xứ Scania năm 1905

Công quốc (tiếng Latinh: ducatus, tiếng Đức: herzogtum, tiếng Anh: duchy), hay lãnh địa công tước (tiếng Anh: dukedom), là lãnh thổ quốc gia có chủ quyền do một công tước / nữ công tước (hoặc vương công / nữ vương công) sở hữu và cai trị. Thuật ngữ "công quốc" hầu như chỉ được sử dụng ở Châu Âu.
Tước vị công tước là tước vị quý tộc tôn quý có địa vị chỉ đứng sau Quốc vương hoặc Nữ vương trong truyền thống châu Âu. Mặc dù vậy, có sự khác biệt quan trọng giữa "công tước lãnh địa" và "công tước phi lãnh địa". Khác với các "công tước phi lãnh địa", vốn là những thuộc hạ của Quốc vương hoặc Hoàng đế, được phong tước hiệu danh dự nhưng không sở hữu và cai trị lãnh địa cụ thể, các "công tước lãnh địa" (tiếng Anh: sovereign dukes) là những nhà cai trị và là quân chủ thực sự của các công quốc. Lịch sử châu Âu từng chứng kiến sự hình thành và tan rã của nhiều công quốc. Hầu hết các công quốc lịch sử có chủ quyền thời cận đại ngày nay trở thành những vùng lãnh thổ cấp bang ở một số quốc gia liên bang như Đức. Trong khi đó, các lãnh địa công tước về sau được chuyển thành lãnh thổ trực thuộc các những vương quốc đã thống nhất một phần hoặc hoàn toàn trong thời kỳ Trung cổ, như Pháp, Tây Ban Nha... ngày nay là những vùng hành chính có địa vị quan trong trong các quốc gia đó.
Một số lãnh thổ công quốc được xem là có địa vị trên các công quốc khác được gọi là Đại công quốc, như Đại công quốc Áo, Đại công quốc Moskva... Một số lãnh thổ khác cũng được xem là tương đương công quốc, nhưng có địa vị thấp hơn như Thân vương quốc.